# Bob Hiensch
Bob Henry Hiensch (Hilversum, 17 mei 1948 – Santa Cristina d’Aro, 14 juli 2025) was een Nederlands diplomaat en voorlichter. Hij was van 2012 tot aan zijn pensioengerechtigde leeftijd in 2013 ambassadeur in algemene dienst (Ambassador-at-large) voor Nederland op het ministerie voor Buitenlandse Zaken in Den Haag. 
Bob Hiensch bezocht de Hilversumse Schoolvereniging en Het Nieuwe Lyceum te Hilversum en na het behalen van zijn eindexamen HBS-B in 1967 en het vervullen van zijn militaire dienstplicht als wachtmeester bij de artillerie ging hij in 1967 aan de Universiteit van Amsterdam politieke wetenschappen studeren met als specialisatie internationale betrekkingen. Tijdens zijn studie vloog hij van december 1970 tot 1973 als hofmeester kortverband bij de KLM-vliegdienst en werd in september 1974 tot april 1977 lid van de gemeenteraad van Loosdrecht voor een gezamenlijke lijst van progressieve partijen (D'66, PvdA, PPR en PSP). 
In 1976 studeerde Bob Hiensch af en trad hij toe tot de buitenlandse dienst om vervolgens stage te lopen bij de Nederlandse ambassade in Athene. In 1977 werd hij benoemd tot ambassadesecretaris en later tijdelijk zaakgelastigde op de Nederlandse ambassade in Kinshasa, Congo en in 1979 werd hij consul in Hongkong, toen nog een Britse kroonkolonie.
In 1983 vertrok Hiensch met zijn gezin naar Parijs om daar eerste ambassadesecretaris, alsmede CoCom ("Coordinating Committee for Multilateral Export Controls")-vertegenwoordiger op de Nederlandse ambassade te worden. In 1986 werd hij teruggeroepen naar Den Haag om bureauhoofd Zuidelijk Afrika te worden. In 1990 werd hij overgeplaatst naar de Nederlandse vertegenwoordiging bij de Verenigde Naties in New York. Van januari 1993 tot medio 1997 (direct na het Nederlandse EU-voorzitterschap van dat jaar) was hij hoofd Voorlichting en Communicatie van het ministerie van Buitenlandse Zaken en tevens woordvoerder van twee opeenvolgende ministers van buitenlandse zaken (respectievelijk Peter Kooijmans en Hans van Mierlo). 
Van juni 1997 tot juni 2003 was Hiensch consul-generaal in New York en raakte hij zeer nauw betrokken met de directe gevolgen en de afhandeling van de terroristische aanslagen op 11 september 2001 op het World Trade Centre-complex, zover het de Nederlandse gemeenschap en de vele Nederlandse bezoekers aan New York betrof.
Op 18 augustus 2003 werd Hiensch benoemd tot Nederlands ambassadeur in Israël met Tel Aviv als standplaats. Op 9 november 2007 werd hij de Nederlandse ambassadeur in India met als standplaats New Delhi. Hij was tevens geaccrediteerd in Nepal en Bhutan. Op 17 augustus 2012 werd hij ambassadeur in algemene dienst (Ambassador-at-Large) met als standplaats Den Haag. 
Hiensch was getrouwd met Anke Wilschut, zij hebben een zoon en vier dochters. 
Bob Hiensch is commandeur in de Orde van Verdienste van het Groothertogdom Luxemburg, officier in de Nationale Orde van Verdienste van Frankrijk en drager van de Bintang (Ster) Jasa (Verdienste) Pratama (2de klas) in de orde van Verdienste van Indonesië.
Hiensch overleed in Spanje op 77-jarige leeftijd.